# Katharina Seiser
Katharina Seiser (* 1974 in Steyr, Oberösterreich) ist eine österreichische Journalistin sowie Herausgeberin und Autorin von Kochbüchern. Ihr Titel Immer schon vegan von 2015 wurde mit der Silbermedaille der Gastronomischen Akademie Deutschlands ausgezeichnet und erschien 2020 in der achten Auflage.

## Werdegang
Katharina Seiser machte eine Ausbildung zur Köchin und studierte Kommunikationswissenschaft und Politik. Beim österreichischen Nachrichtenmagazin profil absolvierte sie eine Ausbildung zur Magazinjournalistin und schreibt seit 2001 im Bereich Kulinarik. Seit 2015 ist sie eine der Koch-Kolumnistinnen der Wochenzeitung Falter; darüber hinaus schreibt sie Beiträge für die Kolumne Lokaltermin in der Süddeutschen Zeitung. Ihre „Kulinarischen Notizen“ veröffentlicht sie auf ihrem Blog esskultur.at.
Als Kochbuch-Autorin trat sie erstmals 2010 zusammen mit Meinrad Neunkirchner mit dem Titel So schmecken Wildpflanzen in Erscheinung. Seitdem hat sie eine Reihe von Kochbüchern veröffentlicht, darunter Österreich vegetarisch und Immer schon vegan, in denen sie traditionelle, rein pflanzliche Gerichte ohne Fleischersatzprodukte vorstellt.
Seit 2019 klärt sie mit dem Format „Seisernale Warenkunde“ in der Sendung Studio 2 auf ORF 2 regelmäßig über Geschmack, Herkunft und andere Eigenschaften von Lebensmitteln auf.
2020 veröffentlichte sie eine Auswahl von Rezepten, deren Zutaten entweder meist bereits im Haushalt vorhanden sind oder einfach in der Nähe zu kaufen sind, als E-Book mit dem Titel Hamsterküche. Der Reinerlös des Titels kam der Corona-Nothilfe der Caritas zugute.

## Publikationen
- mit Meinrad Neunkirchner: So schmecken Wildpflanzen. 144 Rezepte vom Meister der Aromen. Loewenzahn, Innsbruck 2010, ISBN 978-3-7066-2463-3.
- mit Meinrad Neunkirchner: Österreich vegetarisch. Christian Brandstätter Verlag, Wien 2012, ISBN 978-3-85033-643-7.
- mit Gabriele Halper: Citrus. Hrsg.: Irmgard Rumberger. Collection Rolf Heyne, München 2013, ISBN 978-3-89910-574-2.
- mit Meinrad Neunkirchner: Einer für Alles 80 Rezepte und ein Topf. Hrsg.: Julian Riess. 1. Auflage. Christian Brandstätter Verlag, Wien 2014, ISBN 978-3-85033-808-0.
- Immer schon vegan. Traditionelle Rezepte aus aller Welt. Christian Brandstätter Verlag, Wien 2015, ISBN 978-3-85033-856-1.
- mit Richard Rauch: Die Jahreszeiten Kochschule. (Vier Bände, 2016–2018). Christian Brandstätter Verlag, Wien 2016, ISBN 978-3-7106-0264-1.
- mit Ekkehard Lughofer, Gerhard Zoubek (Hrsg.): 30 Minuten Gemüseküche A bis Z : Geschmack der Natur : aufgetischt, was gerade wächst : vegetarisch, saisonal, bio. Christian Brandstätter Verlag, Wien 2017, ISBN 978-3-7106-0099-9.
- Christopher Lang, Franz Brandl: Geheimnisse aus der Backstube Wie gutes Brot und Gebäck entsteht. Rezepte und Geschichten. (Texte von Katharina Seiser). Bäckerei Franz Brandl, Linz 2019, ISBN 978-3-200-06494-2.
- mit Lukas Nagl: Salzkammergut. Das Kochbuch. Christian Brandstätter Verlag, Wien 2020, ISBN 978-3-7106-0355-6.
- Hamsterküche Vegetarische Rezepte mit Zutaten aus der Speis. Christian Brandstätter Verlag, Wien 2020, ISBN 978-3-7106-0479-9.
- Immer wieder vegan Das Beste der traditionellen pflanzlichen Küche aus aller Welt. Christian Brandstätter Verlag, Wien 2020, ISBN 978-3-7106-0462-1.